# Јоже Вилфан
Јоже Вилфан (Трст, 6. јул 1908 — 1987), учесник Народноослободилачке борбе и друштвено-политички радник СР Словеније. 

## Биографија
Студирао је Правни факултет у Риму и Бечу, а 1933. године докторирао на Правном факултету у Љубљани. Члан Комунистичке партије Југославије (КПЈ) постао је 1934. године, а од 1939. године и члан ОК КП Словеније за Крањ. 
Ухапшен је маја 1941. године и исељен у Србију, одакле се у јануару 1942. године илегално вратио у Љубљану, где је до 1943. радио у Агитпропу ОК КПС за Љубљану. Од јуна 1943. године био је и члан Покрајинског одбора ОФ, потпредседник Народноослободилачког већа и секретар Покрајинског НОО за ловенско приморје. Био је члан СНОС и АВНОЈ од другог заседања. 
После рата био је јавни тужилац ФНРЈ, стални делегат ФНРЈ при ОУН, генерални секретар Председника ФНРЈ, потпредседник Извршног већа НР Словеније и друго. Био је члан ЦК СК Словеније, потпредседник Главног одбора ССРН Словеније, члан Председништва Конференције ССРНЈ.
Одликован је Орденом народног ослобођења и Орденом југословенске заставе са златним венцем. 